# OhmyNews
A OhmyNews (오마이뉴스) é uma agência de notícias da Coreia do Sul que se diz ser a mais nova e a maior agência do mundo desde 2000. A OhmyNews é uma cooperativa cujos proprietários são os jornais e estações de televisão que contribuem para a OhmyNews. Vários mídias são assinantes da OhmyNews, pagando uma taxa para usar o material da OhmyNews, mas não são membros da cooperativa.
O lema da OhmyNews é "Cada cidadão é um repórter".
É a primeira do seu género mundialmente a aceitar, editar e publicar artigos dos seus leitores, num estilo aberto de reportar notícias.
"O fenômeno de "jornalismo de cidadãos", na Coréia do Sul, criado em 2000, pela OhmyNews, é outro
exemplo. Nesse caso, cerca de cinquenta repórteres e editores profissionais selecionam, editam e
complementam artigos noticiosos escritos por mais de 40 mil amadores, desde estudantes da escola
fundamental até professores de pós-graduação. Esses voluntários apresentam entre 150 e 200 artigos por
dia, que respondem por mais de dois terços do conteúdo da OhmyNews. Para tanto, recebem um pequeno
estímulo monetário: se o artigo sair na primeira página, privilégio de uma pequena fração do total, o autor
recebe cerca de US$ 20. Por que fazem isso? "Estão escrevendo artigos para mudar o mundo, não para
ganhar dinheiro", diz Oh Yeon Ho, fundador do site." 
Trecho retirado do livro "A Cauda Longa - Do mercado de massa para o mercado de nicho". Chris Anderson (2006).